# 马哈尔联队
马哈尔联队（英語：Mahar Regiment）是印度陆军的一个步兵联队。尽管最初的计划是由马哈拉施特拉的马哈尔区域的当地军队组成的一个联队，但由于今天的马哈拉施特拉邦是由不同的区域组成的，其联队成员主要来自马哈拉施特拉邦、中央邦、北方邦和比哈尔邦。

## 历史

### 概述
马哈尔人被认为是马哈拉施特拉邦的原始居民。这个社区也被称为“Kathiwale”(拿着棍棒的人)、Bumiputera(文莱土地之子)、Mirasi(地主)，按照传统，他们的职责是保护村庄边界不受外来者、入侵部落、罪犯和小偷的侵犯。在农村行政管理制度中也发挥着重要作用。马哈尔人拥有悠久而自豪的佩带武器的传统，他们曾在各种军队中服役，包括德干苏丹军、巴马尼苏丹军、莫卧儿帝国军队、希瓦吉国王的军队和英国军队。

### 种族理论与解散
1857年起义后，印度军队的英国军官，特别是那些曾在第一次和第二次阿富汗战争中服役的军官，开始鼓吹军事种族理论。这一理论认为，印第安人中的一些种族和社区天生好战，比其他种族和社区更适合战争。这个理论的主要支持者是罗伯茨勋爵，他于1885年11月成为印度军队的总司令。印度军队逐渐“旁遮普化”，损害了其他社区的利益。马哈尔军队的最后一击是在1892年，当时决定在印度军队中建立“阶级团”。马哈尔人不包括在这些阶级团。它被通知，马哈尔人和其他一些阶级种族，不能再被征募在印度军队。马哈尔部队，包括104名总督委任的军官和一大批军士和印度兵被遣散。这一事件被马哈尔人认为是他们为之服务了一百多年的政府背叛了他们的忠诚。

### 联队的建立与崛起
在马哈尔军队解散后，马哈尔族的领导人多次试图说服政府让他们再次入伍。1894年，戈帕尔·巴巴·瓦朗卡(Gopal Baba Walangkar)和1904年，Shivram Janba Kamble等退役士兵起草了请愿书。这些请愿原则上得到了政治家和社会改革家Gopal Krishna Gokhale的支持，他反对军事种族理论。他们也得到了印度国民大会的支持，印度国民大会也反对军队的征兵政策。英属印度军队的征兵政策一直持续到1914年第一次世界大战开始。男人的短缺迫使政府开始更广泛的征兵，马哈尔人最终被允许加入军队。马哈尔部队的一个营，111马哈尔部队在1917年6月被召集起来。然而，这个营在战争中并没有得到太多的服务，1920年它与旁遮普71营合并。最后，这个营在1921年3月解散了，马哈尔人也被遣散了。
第二次世界大战迫使英国扩大他们的招募，1941年，马哈尔联队成立。那一年，B. R. Ambedkar被任命为总督执行委员会的国防咨询委员会成员。他还呼吁马哈尔人大量参军。10月，军队投降了，在第13边防步枪队的杰克逊中校和谢赫·哈桑丁少校的带领下，马哈尔联队第1营在贝尔高姆集结。1942年6月，在J.W.K. Kirwan中校和Bholaji Ranjane少校的带领下，第二营在Kamptee成立。第2营的一名军官上校E.E.L. Mortlemans为该联队设计了一个帽子徽章。徽章上有Koregaon柱子上的“Mahar”字样。第三营，第25营，于1942年8月由V. Chambier中校和Sardar Bahadur Ladkojirao bonsale少校在Belgaum扶养，第三营由R.N.D. Frier中校和Bholaji Ranjane少校在Nowshera扶养。第二次世界大战期间，第一和第三马哈尔在西北边境省服役，而第二和第25马哈尔则在国内执行内部安全任务。第二营也把在缅甸战役的服役看作是第23师印度师的一部分，在那里他们遭受了5名伤亡，并有一名军官在报告中提到。他们在战后也作为PAIFORCE的一部分在伊拉克服役。
1946年，第25马哈尔营和印度军队的许多其他卫戍营被解散。它的官兵大部分都被该联队的其他三个营吸收了。1946年10月，该联队更名为机关枪联队，联队中心设在贡提。在转换之后，帽徽也改变了。新徽章上有两挺交叉的维克斯(Vickers)机关枪，上方是Koregaon柱子和一个写着“Mahar MG Group”的卷轴。该联队幸存的三个营作为旁遮普邦边界部队的一部分，并参与在印度分治期间护送难民。

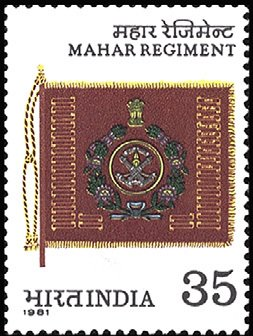
1981年，该联队成立40周年纪念邮票

### 边境部队的成立
边境巡防队是由东旁遮普边境村庄的人在分治期间组成的一支非正规部队。由于他们来自以前更大的东旁遮普邦(包括现在的哈里亚纳邦和喜马偕尔邦)，这支部队的成员比印度军队的常规成员来自更大的种族、宗教和种姓背景的混合。在分治期间，他们做了一些有用的工作，保卫村庄免受攻击。1948年，作为奖励，他们被赋予了一个更永久的角色，即东旁遮普边防巡防队。他们在巴基斯坦边境担任边防警卫，被视为旁遮普武装警察的得力助手。1951年，这支部队被重新命名为边境巡防一营、二营和三营，从不同的印度北部社区招募。1956年，决定将这支部队转为机关枪联队，这三个营与当时唯一存在的印度机关枪联队Mahar联队合并。他们作为马哈尔团的第4、5、6营加入了该联队，而该联队正是在这些单位中形成了混合阶层的组成。这三个营的风格自己的营的马哈尔联队(边界)，甚至今天。

### 帕万行动
1987年11月25日晚些时候，当拉马斯瓦米.帕拉姆斯瓦兰少校领导的马哈尔联队(8 Mahar)的一个纵队从斯里兰卡的一次搜索行动返回时，遭到一群携带五支步枪的武装分子的伏击。作为回应，帕拉姆斯瓦兰等人从后方包围了武装分子，并向他们冲去，令他们措手不及。在随后的肉搏战中，一名武装分子射中了帕拉斯瓦兰的胸部。他毫不畏惧地从武装分子手中夺过步枪，将其击毙。受了重伤，他继续发号施令，激励着他的指挥，直到他死去。五名武装分子被击毙，三支步枪和两个火箭发射器被发现，伏击被清除。帕拉斯瓦兰死后被授予Param Vir Chakra奖章，这是印度最高的军事勋章，以表彰他的勇敢。

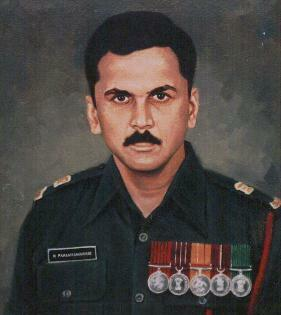
拉马斯瓦米.帕拉姆斯瓦兰少校

## 部队组成

#### 营级单位：
第1营
第2营
第3营
第4营(边防)
第5营(边防)
第6营(边防)
第7营
第8营(Param Vir Chakra)
第9日营
第10营
第11营
第12营
第13营
第14营(原第31马哈尔营)和(联合国任务2017 - 2018)
第15营(原马哈尔第32营)
第17营
第18营
第19营
第20营
第21营
第22营

#### 先前部队
第25营(1946年解散)。
第16营(原第8伞兵团)(1981年改为第12机械化步兵团)
联合单位编辑
印度陆军第108步兵营(驻扎在北阿坎德邦德拉顿)
印度陆军第115步兵营(驻扎在卡纳塔克邦贝尔高姆)
国防军第136步兵营(驻扎在马哈拉施特拉邦的奥兰加巴德)
第1营，拉什特里亚步枪队
第30营，拉什特里亚步枪队
51营，拉什特里亚步枪队